# Atalanta Bergamasca Calcio 1924-1925
Questa pagina raccoglie i dati riguardanti l'Atalanta Bergamasca Calcio nelle competizioni ufficiali della stagione 1924-1925.

## Stagione
Il campionato dei bergamaschi si rivela pieno di difficoltà impreviste, rischiando seriamente la retrocessione.
Termina il girone in settima posizione a pari punti con Trevigliese e Lecco.
Le tre squadre si dovettero quindi affrontare al fine di definire chi avrebbe dovuto disputare gli spareggi-salvezza con le penultime di altri gironi e chi si sarebbe salvato direttamente. La prima serie di incontri vede le tre squadre con una vittoria e una sconfitta ciascuna, obbligando a una seconda tornata che condanna la Trevigliese agli spareggi (al termine dei quali retrocederà) dopo un vibrante derby contro i neroazzurri.
Dopo gli spiacevoli fatti della stagione precedente relativi alla gara contro il Saronno, i tifosi nerazzurri si sono fatti ancora riconoscere in negativo per aver, alla fine della gara interna contro il Como, picchiato i tifosi avversari. Le conseguenze furono uno 0-2 a tavolino che rese più difficile il cammino in campionato.
La Coppa Italia non viene disputata.

## Organigramma societario
Area direttiva
- Presidente: Enrico Luchsinger
- Presidente Onorario:?
- Vice Presidenti:?
- Segretario: Rino Lupini
- Cassiere: ?
- Consiglieri: ?

Area tecnica
- Commissione tecnica: Cesare Lovati, ?

Area sanitaria
- Medico sociale: ?
- Massaggiatore: ?

## Rosa
| N. |                   | Ruolo | Calciatore         |
| -- | ----------------- | ----- | ------------------ |
|    | Italia (bandiera) | P     | Angelo Farina      |
|    | Italia (bandiera) | P     | Giovanni Fumagalli |
|    | Italia (bandiera) | P     | Orfeo Radaelli     |
|    | Italia (bandiera) | D     | Pietro Bianchi     |
|    | Italia (bandiera) | D     | Ettore Boninsegna  |
|    | Italia (bandiera) | D     | Riccardo Cornolti  |
|    | Italia (bandiera) | D     | Elio Bedoni        |
|    | Italia (bandiera) | C     | Giuseppe Facoetti  |
|    | Italia (bandiera) | C     | Lorenzo Campana    |
|    | Italia (bandiera) | C     | Tito Legrenzi      |
|    | Italia (bandiera) | C     | Francesco Malagni  |

| N. |                   | Ruolo | Calciatore         |
| -- | ----------------- | ----- | ------------------ |
|    | Italia (bandiera) | C     | Emilio Scarpellini |
|    | Italia (bandiera) | C     | Giovanni Varasi    |
|    | Italia (bandiera) | C     | A. Ravasio         |
|    | Italia (bandiera) | A     | Giacomo Cornolti   |
|    | Italia (bandiera) | A     | Camillo Fenili     |
|    | Italia (bandiera) | A     | Vincenzo Carano    |
|    | Italia (bandiera) | A     | Aldo Lanfranconi   |
|    | Italia (bandiera) | A     | Marino Leidi       |
|    | Italia (bandiera) | A     | Edoardo Moretti    |
|    | Italia (bandiera) | A     | Pietro Pasinetti   |
|    | Italia (bandiera) | A     | Aldo Perani        |

## Calciomercato
| Acquisti | Acquisti        | Acquisti    |
| R.       | Nome            | da          |
| -------- | --------------- | ----------- |
| C        | Lorenzo Campana | Trevigliese |
| A        | Vincenzo Carano | Reggiana    |
| A        | Aldo Perani     | Nossese     |

| Cessioni | Cessioni              | Cessioni               |
| R.       | Nome                  | a                      |
| -------- | --------------------- | ---------------------- |
| A        | Luca Pierino Cornolti | fine attività sportiva |

## Risultati

### Seconda Divisione

#### Girone d'andata
| Arbitro: | Brugola (Lissone) |

|                      |           |                            |
| Perani 52’ Leidi 85’ | Marcatori | 36’ Pagenstecher 75’ Maggi |

| Arbitro: | Casetta (Milano) |

|  |           |                 |
|  | Marcatori | 65’ Lanfranconi |

| Arbitro: | Trezzi (Milano) |

|           |           |            |
| Carano 8’ | Marcatori | 24’ Alvisi |

| Bergamo 7 dicembre 1924, ore ? 4ª giornata | Atalanta          | 0 – 0 | Monza | Stadio della Clementina\| Arbitro: \| Bellandi (Milano) \| |
| Arbitro:                                   | Bellandi (Milano) |       |       |                                                            |

| Arbitro: | Mancini (Milano) |

|                                    |           |  |
| Preziati 25’ Boninsegna 60’ (aut.) | Marcatori |  |

| Arbitro: | Mainardi (Cremona) |

|                                            |           |           |
| G.Cornolti 5’ R.Cornolti 76’ Pasinetti 80’ | Marcatori | 3’ Crosta |

| Arbitro: | Sartori (Genova) |

|                        |           |                |
| Pasqualetto 89’ (rig.) | Marcatori | 60’ G.Cornolti |

| Arbitro: | Kroner (Milano) |

|                |           |               |
| G.Cornolti 82’ | Marcatori | 59’ Seccatore |

| Arbitro: | G. Crivelli (Milano) |

|                |           |  |
| Bevilacqua 66’ | Marcatori |  |

#### Girone di ritorno
| Arbitro: | Beretta (Novi Ligure) |

|           |           |                |
| Maggi 89’ | Marcatori | 60’ G.Cornolti |

| Arbitro: | Ramponi (Milano) |

|                |           |  |
| G.Cornolti 89’ | Marcatori |  |

| Arbitro: | Cerri (Milano) |

|                           |           |  |
| Chiadò 60’ Branduardi 72’ | Marcatori |  |

| Arbitro: | Beretta (Novi Ligure) |

|                                |           |                         |
| Piatti 42’ Cattaneo 52’ (rig.) | Marcatori | 7’ Varasi 36’ Pasinetti |

| Bergamo 1º marzo 1925, ore ? 14ª giornata | Atalanta           | 0 – 2 A tavolino | Como | Stadio della Clementina\| Arbitro: \| Norinelli (Verona) \| |
| Arbitro:                                  | Norinelli (Verona) |                  |      |                                                             |

| Legnano 15 marzo 1925, ore ? 16ª giornata | Atalanta       | 0 – 0 | US Milanese | stadio di via Pisacane\| Arbitro: \| Curti (Milano) \| |
| Arbitro:                                  | Curti (Milano) |       |             |                                                        |

| Busto Arsizio 22 marzo 1925, ore ? 15ª giornata | Pro Patria        | 0 – 0 | Atalanta | Stadium di via Valle Olona\| Arbitro: \| Brugola (Lissone) \| |
| Arbitro:                                        | Brugola (Lissone) |       |          |                                                               |

| Arbitro: | Vedda (Vercelli) |

|                                                     |           |  |
| Liebhardt 5’, 48’ Scaramuzzi 53’ Seccatore 60’, 83’ | Marcatori |  |

| Arbitro: | Palestra (Pavia) |

|                |           |           |
| R.Cornolti 34’ | Marcatori | 15’ Motta |

#### Spareggi 7º-8º-9º posto
| Arbitro: | Curti (Milano) |

|                                |           |           |
| Fenili 69’, 72’ G.Cornolti 83’ | Marcatori | 47’ Motta |

| Arbitro: | Barlassina (Novara) |

|            |           |  |
| Tonani 60’ | Marcatori |  |

#### Ripetizione spareggi 7º-8º-9º posto
| Arbitro: | Garbieri (Genova) |

|                                             |           |                                |
| G.Cornolti 15’ Pasinetti 55’ R.Cornolti 80’ | Marcatori | 5’ (rig.) Muttoni 85’ Orsenigo |

## Statistiche

### Statistiche di squadra
| Competizione          | Punti | In casa | In casa | In casa | In casa | In casa | In casa | In trasferta | In trasferta | In trasferta | In trasferta | In trasferta | In trasferta | Totale | Totale | Totale | Totale | Totale | Totale | DR |
| Competizione          | Punti | G       | V       | N       | P       | Gf      | Gs      | G            | V            | N            | P            | Gf           | Gs           | G      | V      | N      | P      | Gf     | Gs     | DR |
| --------------------- | ----- | ------- | ------- | ------- | ------- | ------- | ------- | ------------ | ------------ | ------------ | ------------ | ------------ | ------------ | ------ | ------ | ------ | ------ | ------ | ------ | -- |
| 2ª Divisione girone B | 16    | 7       | 2       | 2       | 3       | 9       | 8       | 7            | 4            | 2            | 1            | 8            | 3            | 14     | 6      | 4      | 4      | 17     | 11     | +6 |

### Statistiche dei giocatori
| Giocatore      | 2ª Divisione | 2ª Divisione |
| Giocatore      | Presenze     | Reti         |
| -------------- | ------------ | ------------ |
| E. Bedoni      | ?            | 0            |
| P. Bianchi     | ?            | 0            |
| E. Boninsegna  | ?            | 0            |
| L. Campana     | ?            | 0            |
| V. Carano      | ?            | 0            |
| G. Cornolti    | ?            | 8            |
| R. Cornolti    | ?            | 3            |
| G. Facoetti    | ?            | 0            |
| A. Farina      | ?            | 0            |
| C. Fenili      | ?            | 2            |
| G. Fumagalli   | ?            | 0            |
| A. Lanfranconi | ?            | 1            |
| T. Legrenzi    | ?            | 0            |
| M. Leidi       | ?            | 1            |
| F. Malagni     | ?            | 0            |
| E. Moretti     | ?            | 0            |
| P. Pasinetti   | ?            | 3            |
| A. Perani      | ?            | 1            |
| A. Ravasio     | ?            | 0            |
| Orfeo Radaelli | ?            | 0            |
| E. Scarpellini | ?            | 0            |
| G. Varasi      | ?            | 1            |